# Nam vương Quốc tế 2016
Nam vương Quốc tế 2016 là cuộc thi Nam vương Quốc tế lần thứ mười một được tổ chức vào ngày 13 tháng 2 năm 2017 tại The Stage @ Asiatique the Riverfront, Băng Cốc, Thái Lan. Paul Iskandar đến từ Liban đăng quang ngôi vị Nam vương Quốc tế thứ mười một.

## Kết quả
| Thứ hạng                   | Thứ hạng | Thứ hạng | Thứ hạng |
| Hạng                       | Thí sinh |          |          |
| -------------------------- | --- | -------- | -------- |
| Mister International 2016  | - Liban — Paul Iskandar |          |          |
| Á vương 1                  | - Nhật Bản — Masaya Yamagishi |          |          |
| Á vương 2                  | - Ý — Vinicio Modolo |          |          |
| Top 6                      | - Hà Lan — Chris Veltkamp - Thái Lan — Kittikun Tansuhat - Việt Nam — Nguyễn Tiến Đạt |          |          |
| Top 9                      | - Ấn Độ — Mudit Malhotra - Latvia — Matiss Pastars - Tây Ban Nha — Daniel Torres Moreno |          |          |
| Top 16                     | - Brasil — Ivo Cavalcanti - México — Manoly Diaz - Philippines — Miguel Mari Guia - Séc - Josef Kurka - Sri Lanka — Daniel Rene Dezilva Wijewardena - Úc — James Carne - Venezuela — Walfred José Crespo Urribarri |          |          |
| Giải thưởng đặc biệt       | |          |          |
| Giải thưởng                | Thí sinh |          |          |
| Mister Congeniality        | - Úc — James Carne |          |          |
| Mister Photogenic          | - Puerto Rico — Francisco Vergara |          |          |
| Best National Costume      | - Nepal — Rokesh Tandukar |          |          |
| Popular Vote               | - Philippines — Miguel Mari Guia |          |          |
| Giải thưởng từ nhà tài trợ | |          |          |
| Giải thưởng                | Thí sinh |          |          |
| Gets Imperor Model         | - Nhật Bản — Masaya Yamagishi |          |          |
| Mister Korat Photogenic    | - Thái Lan — Kittikun Tansuhat |          |          |
| Mister Personality         | - Liban — Paul Iskandar |          |          |
| Mister Charming Smile      | - Việt Nam — Nguyễn Tiến Đạt |          |          |
| Oxin Mister Telegenic      | - Sri Lanka — Daniel Rene Dezilva Wijewardena |          |          |

## Các thí sinh
35 thí sinh dự thi.
| Quốc gia/vùng lãnh thổ | Thí sinh          | Tuổi | Chiều cao               | Quê quán             |
| ---------------------- | ----------------- | ---- | ----------------------- | -------------------- |
| Ấn Độ                  | Mudit Malhotra    | 25   | 1,85 m (6 ft 1 in)      | New Delhi            |
| Ba Lan                 | Jan Dratwicki     | 19   | 1,84 m (6 ft 1⁄2 in)    | Łódź                 |
| Bỉ                     | Mitchell Spruyt   | 25   | 1,82 m (5 ft 11+1⁄2 in) | Hasselt              |
| Bolivia                | Alex Limpias      | 29   | 1,82 m (5 ft 11+1⁄2 in) | Santa Cruz           |
| Brasil                 | Ivo Cavalcanti    | 27   | 1,85 m (6 ft 1 in)      | João Pessoa          |
| Campuchia              | Yoeung Samneang   | 23   | 1,82 m (5 ft 11+1⁄2 in) | Phnom Penh           |
| Canada                 | Chris Synder      | 19   | 1,83 m (6 ft 0 in)      | Rocky Mountain House |
| El Salvador            | Robin Balses      | 29   | 1,84 m (6 ft 1⁄2 in)    | San Salvador         |
| Guam                   | Jon Kanemoto      | 24   | 1,82 m (5 ft 11+1⁄2 in) | Agana                |
| Hà Lan                 | Chris Veltkamp    | 26   | 1,95 m (6 ft 5 in)      | Arnhem               |
| Hàn Quốc               | Gooyoung Jung     | 29   | 1,81 m (5 ft 11+1⁄2 in) | Seoul                |
| Hoa Kỳ                 | Anthony Pérez     | 20   | 1,81 m (5 ft 11+1⁄2 in) | Miami                |
| Hồng Kông              | Kyle Lee Ka Ho    | 26   | 1,84 m (6 ft 1⁄2 in)    | Hồng Kông            |
| Indonesia              | Richard Lim       | 29   | 1,82 m (5 ft 11+1⁄2 in) | Tangerang            |
| Latvia                 | Matīss Pastars    | 21   | 1,85 m (6 ft 1 in)      | Koknese              |
| Liban                  | Paul Iskandar     | 23   | 1,90 m (6 ft 3 in)      | Beirut               |
| Malaysia               | Lew Voon Khong    | 29   | 1,82 m (5 ft 11+1⁄2 in) | Kuala Lumpur         |
| México                 | Manoly Díaz       | 22   | 1,83 m (6 ft 0 in)      | Puebla               |
| Myanmar                | Kyi Phyu Aung     | 23   | 1,84 m (6 ft 1⁄2 in)    | Yangon               |
| Nepal                  | Rokesh Tandukar   | 28   | 1,81 m (5 ft 11+1⁄2 in) | Kathmandu            |
| Nga                    | Emil Faizulin     | 28   | 1,85 m (6 ft 1 in)      | Volgograd            |
| Nhật Bản               | Masaya Yamagishi  | 24   | 1,82 m (5 ft 11+1⁄2 in) | Kanagawa             |
| Paraguay               | José Lucas Barros | 24   | 1,85 m (6 ft 1 in)      | Ciudad del Este      |
| Philippines            | Miguel Guia       | 27   | 1,80 m (5 ft 11 in)     | San Pablo            |
| Puerto Rico            | Francisco Vergara | 24   | 1,84 m (6 ft 1⁄2 in)    | San Juan             |
| Séc                    | Josef Kůrka       | 24   | 1,85 m (6 ft 1 in)      | Slaný                |
| Singapore              | Sebastian Foo     | 25   | 1,83 m (6 ft 0 in)      | Sembawang            |
| Sri Lanka              | Daniel de Zilva   | 23   | 1,80 m (5 ft 11 in)     | Colombo              |
| Tây Ban Nha            | Daniel Moreno     | 27   | 1,88 m (6 ft 2 in)      | Málaga               |
| Thái Lan               | Kittikun Tansuhat | 22   | 1,82 m (5 ft 11+1⁄2 in) | Băng Cốc             |
| Trung Quốc             | Shihao Qu         | 19   | 1,83 m (6 ft 0 in)      | Qingdao              |
| Úc                     | James Carne       | 23   | 1,75 m (5 ft 9 in)      | Victoria             |
| Venezuela              | Walfred Crespo    | 22   | 1,85 m (6 ft 1 in)      | Cabimas              |
| Việt Nam               | Nguyễn Tiến Đạt   | 23   | 1,84 m (6 ft 1⁄2 in)    | Hà Nội               |
| Ý                      | Vinicio Modolo    | 23   | 1,86 m (6 ft 1 in)      | Codognè              |